# Han Pil-hwa
Han Pil-hwa (in coreano: 한필화; Namp'o, 21 gennaio 1942) è un'ex pattinatrice di velocità su ghiaccio nordcoreana.

## Carriera
Fu la prima donna nordcoreana di sempre a vincere una medaglia olimpica nel pattinaggio di velocità quando giunse seconda nella gara dei 3000 metri ad Innsbruck 1964.

## Palmarès

### Giochi olimpici invernali
- 1 medaglia:
  - 1 argento (3000 m a Innsbruck 1964).